# ツール・ド・しものせき
ツール・ド・しものせき（Tour de shimonoseki）は、山口県下関市を中心にして開催されるサイクリング大会。2005年より始まった。2016年はコースが延長され、長門市との共同開催となった。

## 概要
下関北運動公園がスタート・ゴールとなる周回コース。最大の難所はゴール手前にある深坂峠（最大標高差157m）とされる。開催時期は年によって5-6,10月と一定しない。応募は大部分がインターネット経由であるが、一部枠は往復はがき申し込みとなる。例年高い人気を誇り、募集開始30分程度で、1000人前後の参加枠が埋まる。沿道の声援が盛んで、下関の風物詩の一つとなっている。スタート・ゴールとなる下関北運動公園では、自転車指導教室や自転車試乗会も開催される。自転車に優しい街づくりを目指す、下関市の「サイクルタウン下関構想」に基づく行事として開催されている。下関市と下関商工会議所青年部などでつくる実行委員会が主催。第1回目、第2回目は「しものせきサイクルマラソン」という名称で開催されたが、第3回目の2008年より「ツール・ド・しものせき」に大会名称変更された。

## エイドポイント
途中の豊浦町、豊北町、豊田町、菊川町などにはエイドポイント（補給所）が設けられ、地元名産の食料や飲料水を受け取ることが出来る。補給所は20-30kmおきに設置される。2014年の大会からは、全国から参加者を集めるためにエイドポイントの食料の充実が図られている。サザエ飯やアイスクリーム、角煮まんやジビエウインナー、そうめんなどが準備され高い人気を集めている。エイドポイントは周辺住民のボランティアによって支えられており、2013年にはボランティアとして500人が大会運営に協力している。

## コース
本大会は下関市が市内一円を巡るイベントとして最長130kmのコースで開催されていたが、2016年の第11回の大会では、ロングコースの折り返し地点が角島から長門市大浜海水浴場に変更され、走行距離が160kmとなった。他にも45kmと110kmのコースが設定された。これは当時の下関市の中尾友昭市長と長門市の大西倉雄市長による広域連携の会談（2016年1月14日開催）で決定されたことで、両市の交流人口拡大が目的とされた。2017年からは130kmのコースに戻された。2018年、2019年も同様の130kmのコースで開催されている。途中ショートカットする初心者向けのコースも設定される。

## 協賛
大会には特別協賛として、長州産業が協賛している。また、スポーツ自転車部品の世界最大メーカーであるシマノの下関工場がある関係で、初回大会よりシマノが協力企業となっている。他にも葬儀社「飛鳥会館」、ブリヂストン下関工場、下関市ボートレース企業局が応援用のスティックバルーン1350個を2015年に寄贈するなどしている。

## 特記事項
- 「ツール・ド・しものせき」は下関市海響マラソンなどと共に、下関市が行っている下関市海響アスリートの認定対象大会となっている。